# 1997 BR6
1997 BR6 är en asteroid i huvudbältet som upptäcktes den 29 januari 1997 av de båda japanska astronomerna Takeshi Urata och Yoshisada Shimizu vid Nachi-Katsuura-observatoriet.
Asteroiden har en diameter på ungefär 4 kilometer.